# ستيف باتريك
ستيف باتريك (بالإنجليزية: Steve Patrick)‏ (و. 1961 – م) هو لاعب هوكي الجليد، من كندا، ولد في وينيبيغ.

## روابط خارجية
- ستيف باتريك على موقع دوري الهوكي الوطني (الإنجليزية)
- ستيف باتريك على موقع قاعة مشاهير الهوكي (لاعب أن.إتش.أل) (الإنجليزية)
- ستيف باتريك على موقع EliteProspects.com (الإنجليزية)
- ستيف باتريك على موقع HockeyDB.com (الإنجليزية)
- ستيف باتريك على موقع Hockey-Reference.com (الإنجليزية)